# Tulipa bifloriformis
Tulipa bifloriformis là một loài thực vật có hoa trong họ Liliaceae. Loài này được Vved. miêu tả khoa học đầu tiên năm 1971.